# Mistawasis 103
Mistawasis 103 är ett reservat i Kanada.   Det ligger i provinsen Saskatchewan, i den centrala delen av landet, 2 400 km väster om huvudstaden Ottawa.
Trakten runt Mistawasis 103 består till största delen av jordbruksmark. Trakten runt Mistawasis 103 är nära nog obefolkad, med mindre än två invånare per kvadratkilometer.